# 29 Sagittarii
29 Sagittarii är en misstänkt variabel i stjärnbilden Skytten.
29 Sagittarii har visuell magnitud +5,24 och varierar utan någon fastställd amplitud eller periodicitet. Den befinner sig på ett avstånd av ungefär 935 ljusår.